# Wołożyn
Wołożyn (biał. Валожын) – miasto na Białorusi w obwodzie mińskim, stolica rejonu wołożyńskiego nad Wołożynką (dorzecze Niemna), na północnym skraju Puszczy Nalibockiej, 10,6 tys. mieszkańców (2010). Od 1929 miasto.

## Historia

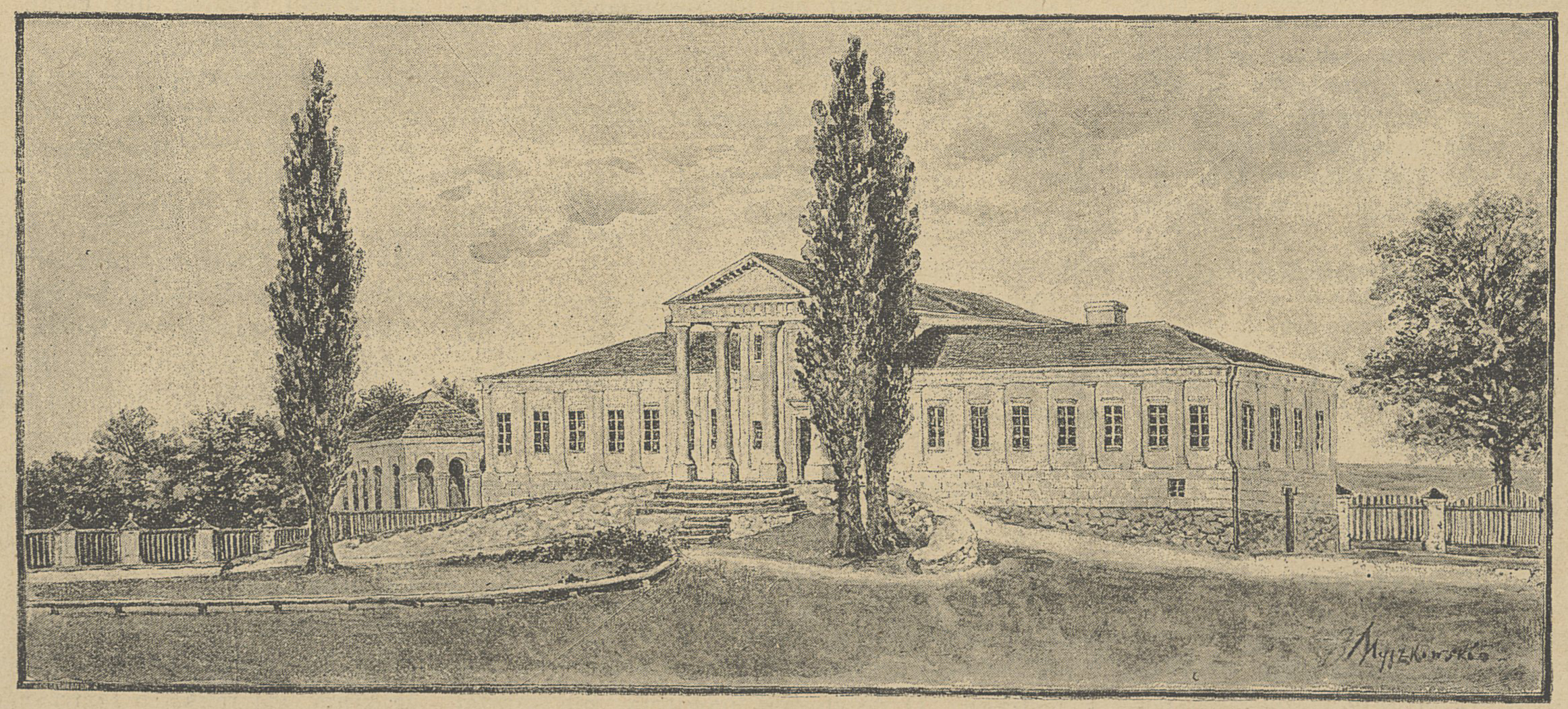
Pałac Tyszkiewiczów w XIX w.

W XV w. dobra wołżyńskie w rękach książąt wołżyńskich, później w rękach Monwidów, Gasztołdów. Po bezpotomnej śmierci Stanisława Gasztołda w 1542 r. stały się królewszczyzną. Drogą zamiany w 1567 r. król przekazał Wołżyn Radziwiłłom. Kolejni właściciele to: Słuszkowie, Denhofowie, Czartoryscy i Tyszkiewiczowie.
Miasto magnackie położone było w końcu XVIII wieku w powiecie oszmiańskim województwa wileńskiego.
W 1795 miasto zostało włączone do zaboru rosyjskiego. W 1803 Wołożyn został sprzedany przez ks. A. Czartoryskiego hr. J.I. Tyszkiewiczowi. Za udział w powstaniu styczniowym dobra skonfiskowano. Po pewnym czasie car oddał je byłemu właścicielowi hr. Janowi Tyszkiewiczowi, w rękach tej rodziny do I wojny światowej.
Miasto zniszczone w czasie I wojny światowej, ponieważ w latach 1915–1918 przebiegała tu linia frontu.
W okresie międzywojennym było siedzibą powiatu wołożyńskiego województwa nowogródzkiego oraz wiejskiej gminy Wołożyn. Do 17 września 1939 mieściło się w mieście dowództwo pułku KOP „Wołożyn” i garnizon macierzysty batalionu KOP „Wołożyn”.

Wołożyn za czasów II Rzeczypospolitej:
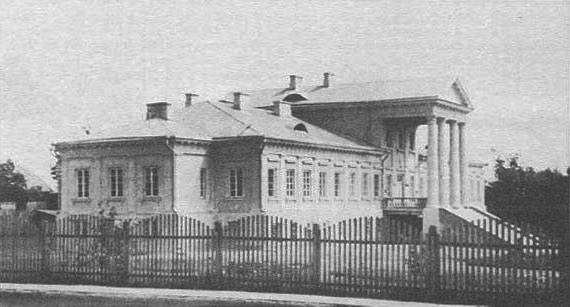
Pałac Tyszkiewiczów
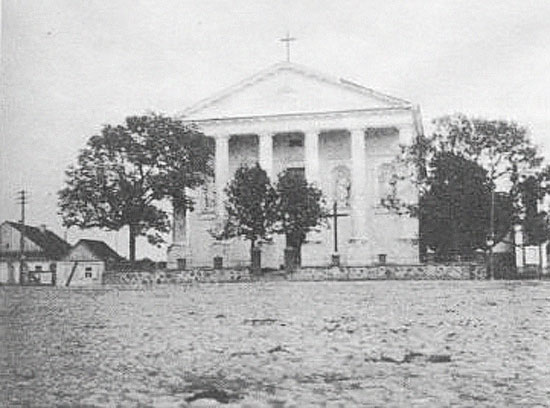
Kościół św. Józefa
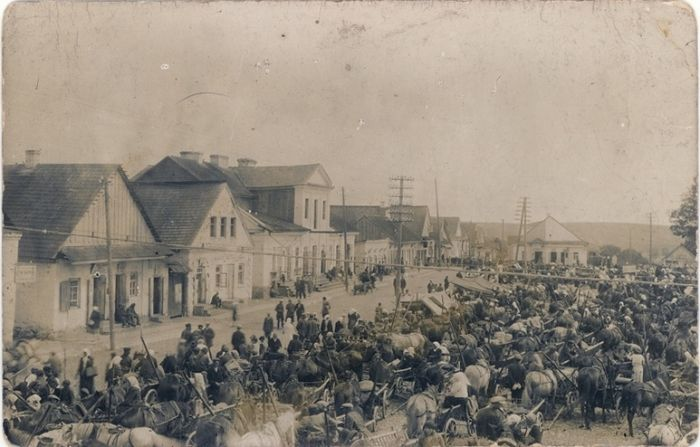
Rynek
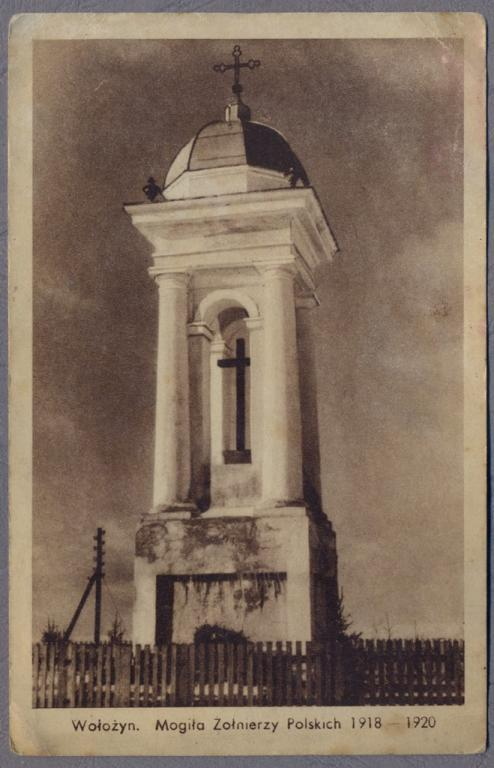
Mogiła żołnierzy polskich poległych w l. 1918-20
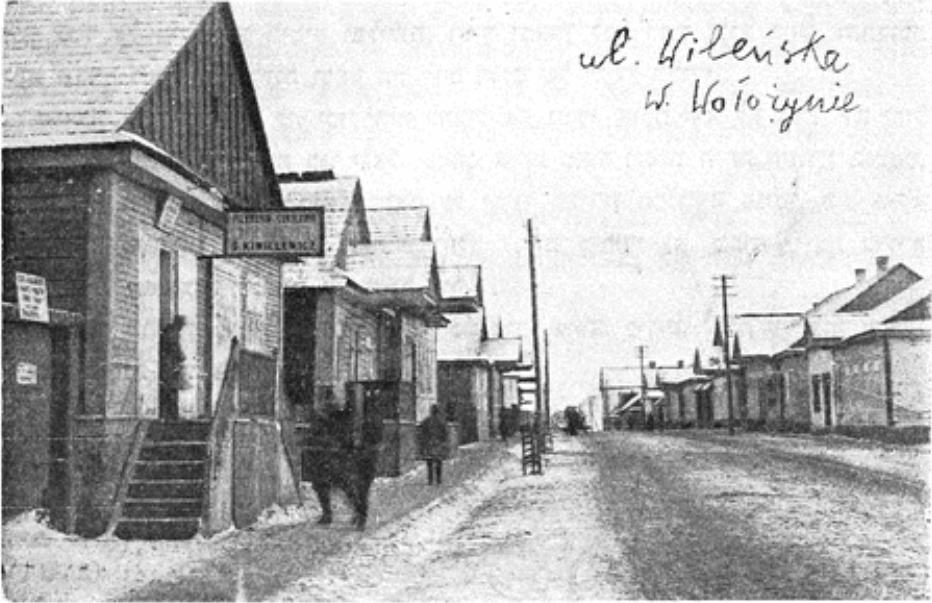
Ulica Wileńska

W latach 1939–1941 znalazło się pod okupacją sowiecką, w 1941–1944 pod okupacją niemiecką, a w latach 1944–1945 znów pod okupacją sowiecką. Po rozpoczęciu niemieckiej inwazji na ZSRR z miejscowego więzienia wyprowadzono około 100 więźniów, których funkcjonariusze NKWD rozstrzelali 26 czerwca w lesie tarasowskim nieopodal Mińska. Okoliczna Puszcza Nalibocka była obszarem wzmożonej aktywności żołnierzy ruchu oporu Armii Krajowej.
Podczas okupacji hitlerowskiej, w sierpniu 1941 roku Niemcy utworzyli getto dla żydowskich mieszkańców. Przebywało w nim około 3500 osób. 29 sierpnia 1942 roku Niemcy zlikwidowali getto, a Żydów zamordowali. 
W latach 1945–1991 Wołożyn znajdował się w Białoruskiej SRR.

## Zabytki

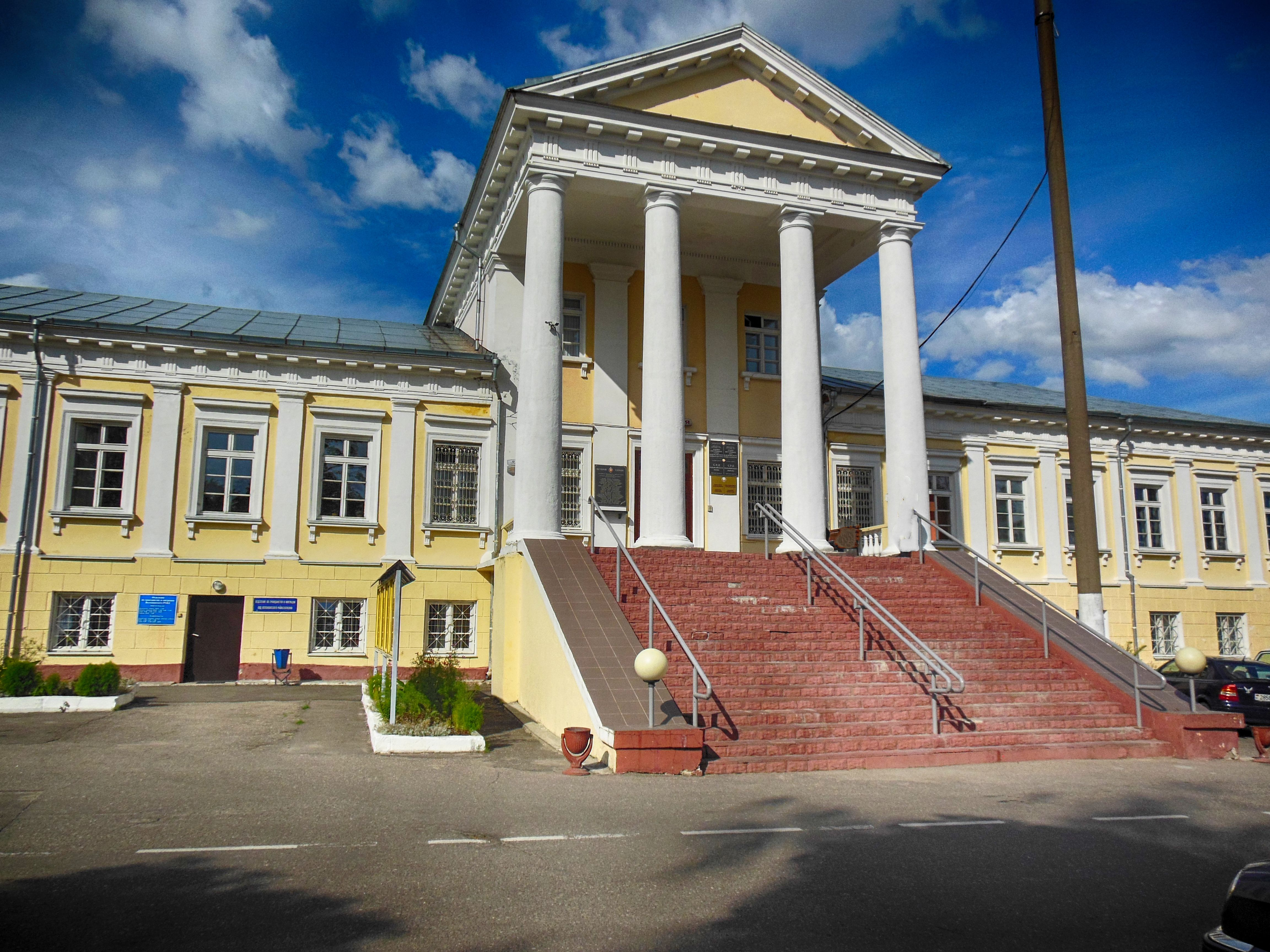
Pałac Tyszkiewiczów

- Kościół katolicki św. Józefa, klasycystyczny fundacji J.I.Tyszkiewicza z 1806-1816 r. Obok dzwonnica-brama. W 1864 zamknięty i zamieniony na cerkiew prawosławną, przywrócony katolikom w 1929 r. Po II wojnie światowej nieczynny. Przez kilkadziesiąt lat mieścił się w nim zakład przemysłowy. Dzwonnica-brama dwukondygnacyjna.
- Cerkiew prawosławna pw. Świętych Konstantyna i Heleny z 1866 r.
- Jesziwa z 1806 roku, pierwszy nowoczesny, budynek tego typu, nazywany „matką wszystkich jesziw”. Stał się wzorem dla budowanych później jesziw na Litwie. W 1998 roku została wpisana na listę zabytków historii i kultury Białorusi.
- Zespół pałacowy (klasycystyczny) – w dawnym majątku ziemskim, zbudowany przez J.I.Tyszkiewicza w 1806 r. na wysokim brzegu rzeki Wołżynki. Pałac i oficyny zniszczone w czasie I wojny światowej. Po odbudowaniu umieszczono w nich siedzibę KOP-u. Obecnie znajdują się w nim instytucje wojskowe.
- Oranżeria pałacowa, klasycystyczna, znacznie przebudowana w okresie międzywojennym – była siedzibą starostwa.
- Park – zachowały się nieliczne fragmenty za pałacem na zboczu doliny rzeki.

## Ludzie związani z Wołożynem
- Stanisław Szwed – burmistrz miasta w latach 1929–1938,
- Janina Prystorowa – posłanka na Sejm urodzona w Wołożynie,
- Chaim Sołowiejczyk – ortodoksyjny rabin, wykładowca jesziwy w Wołożynie,
- Chaim z Wołożyna – rabin, teoretyk ruchu mitnagdim.

## Miasta partnerskie
- Popowo
- Węgrów

## Galeria

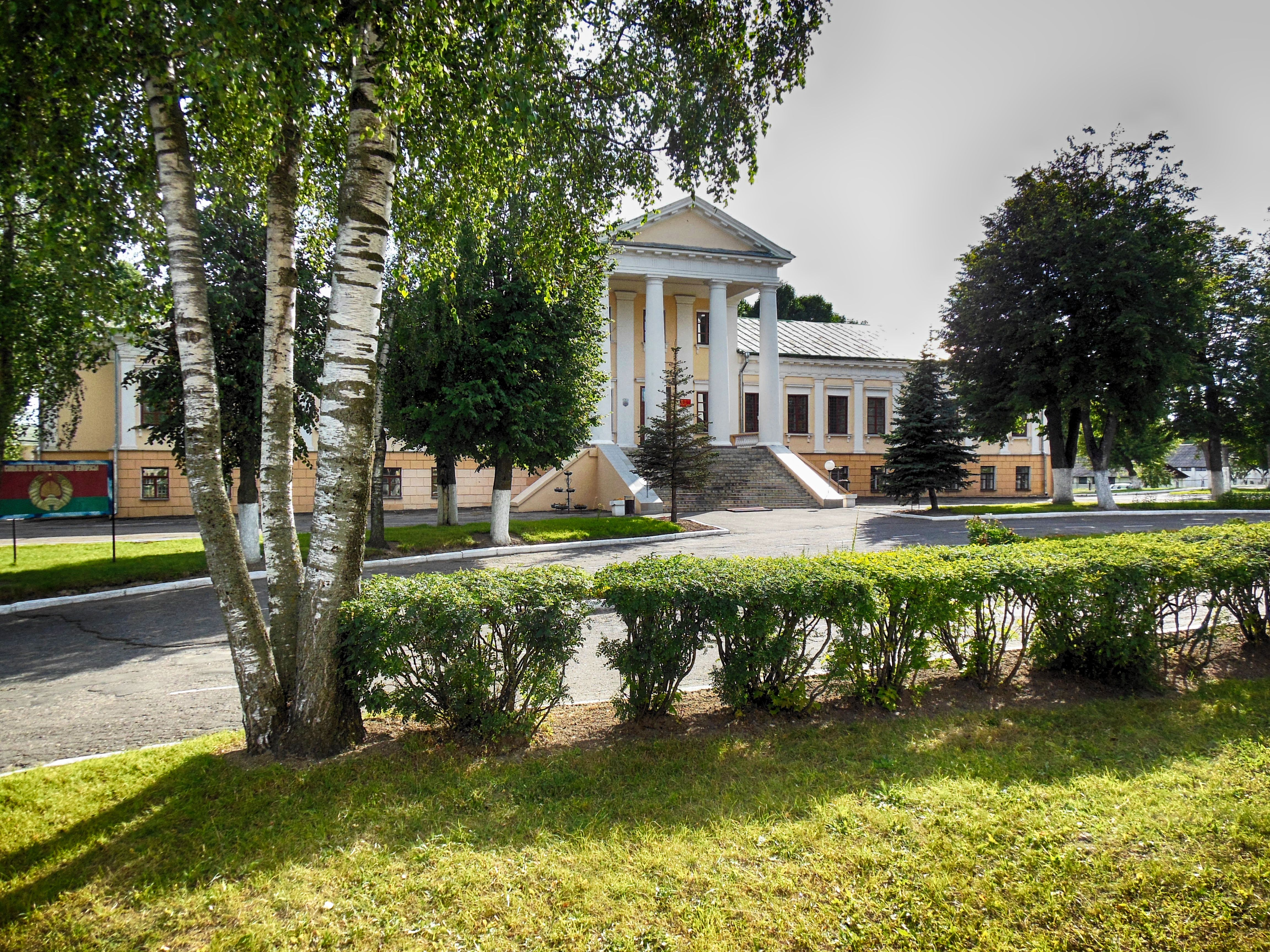
Pałac Tyszkiewicza
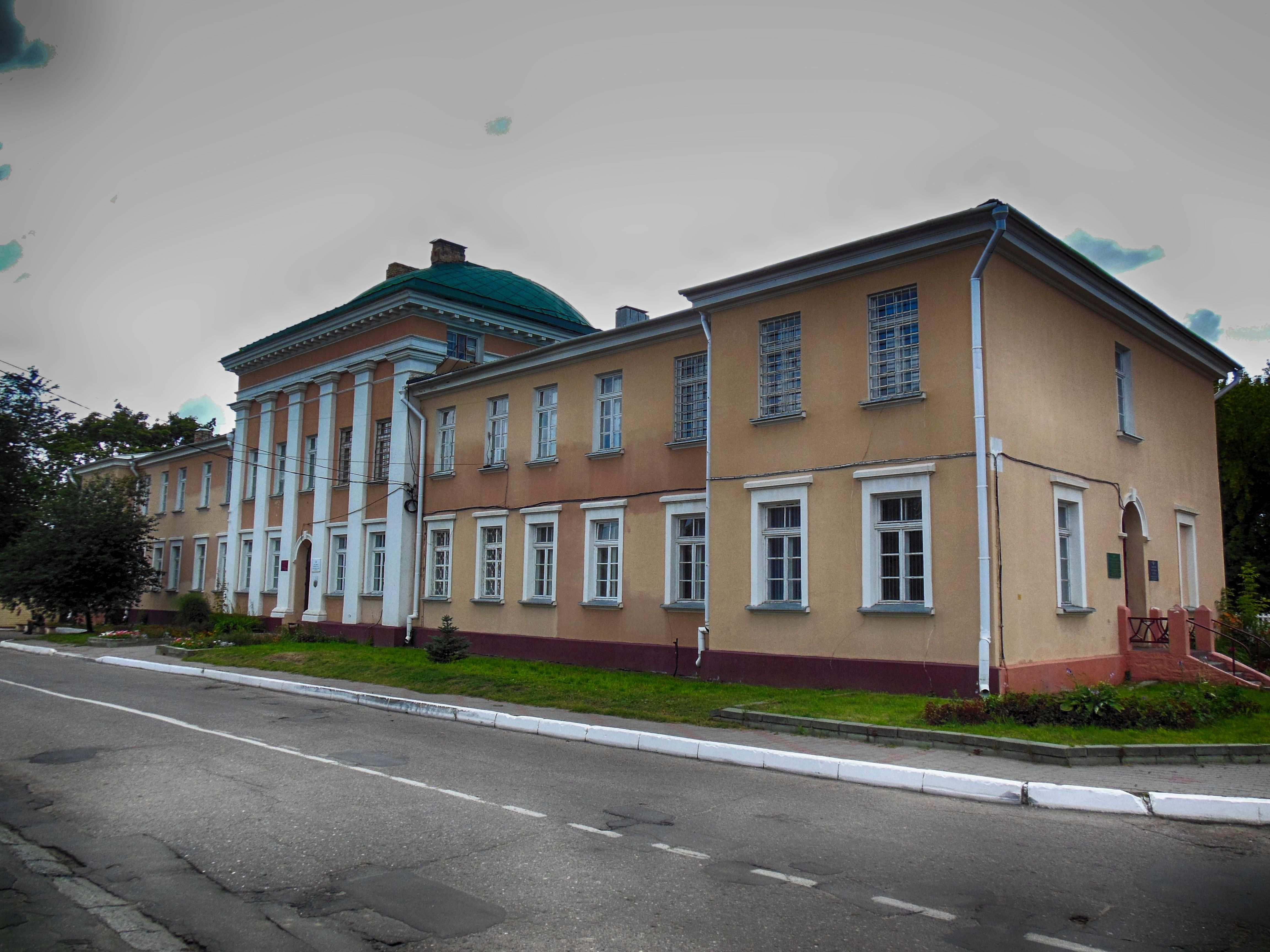
Budynek administracyjny z 1926 roku na miejscu dawnej oranżerii pałacowej
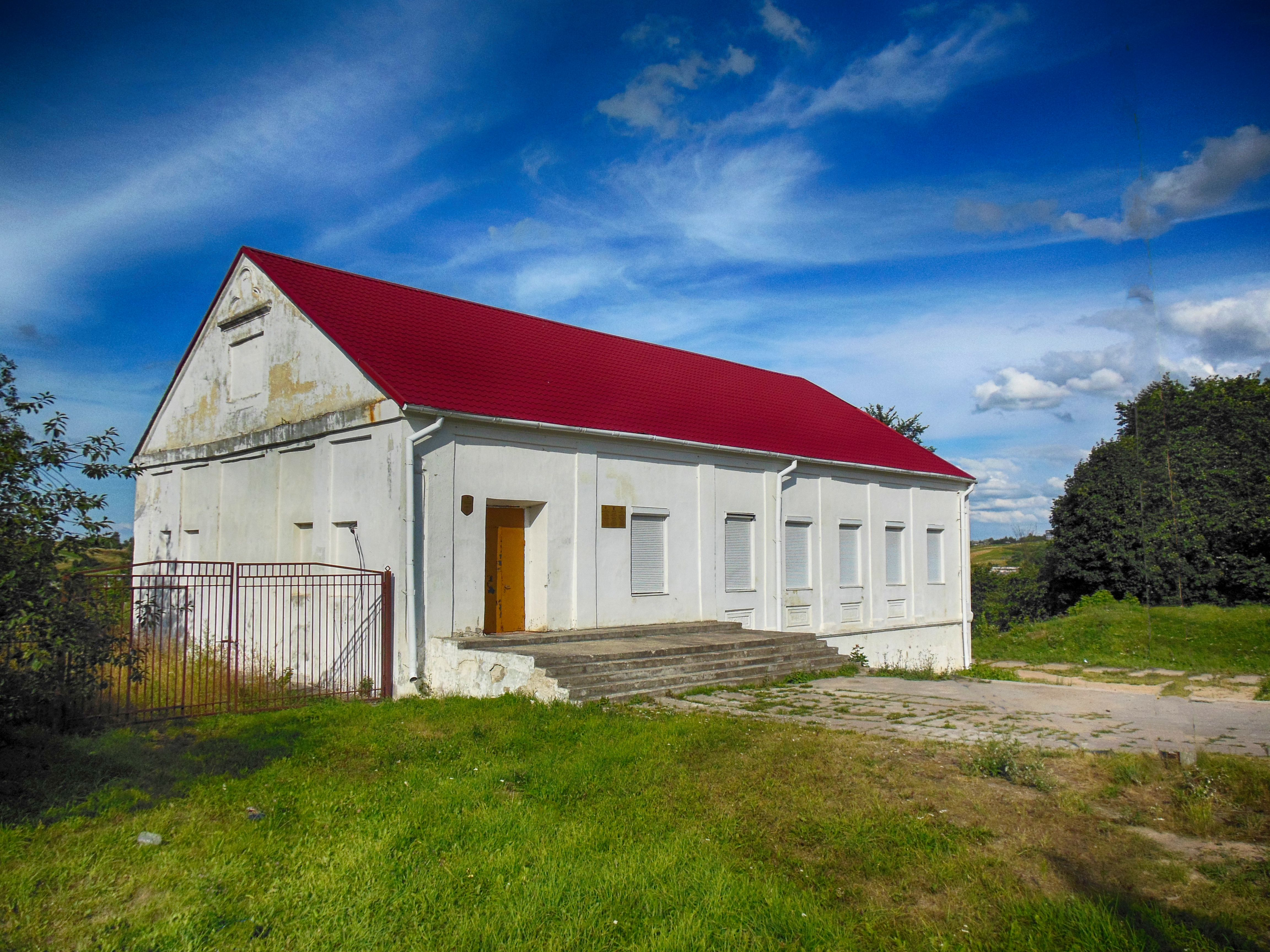
Jesziwa
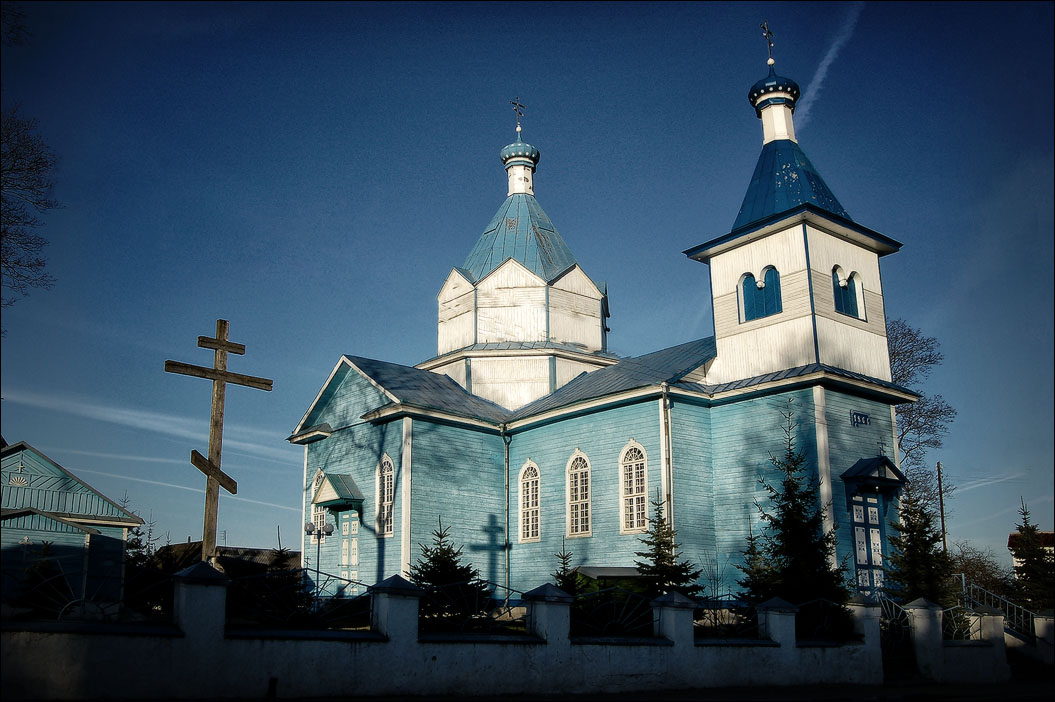
Cerkiew prawosławna Świętych Konstantyna i Heleny
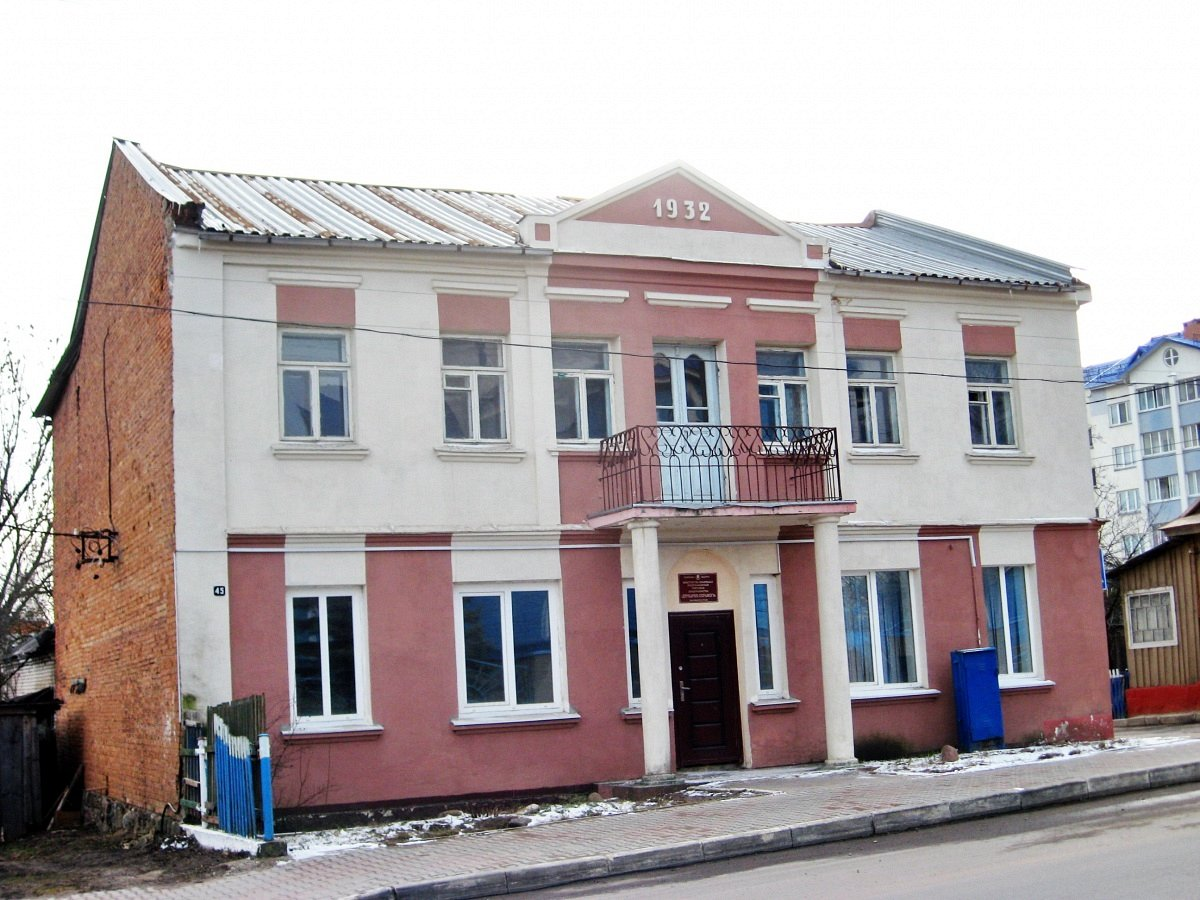
Kamieniczka z 1932
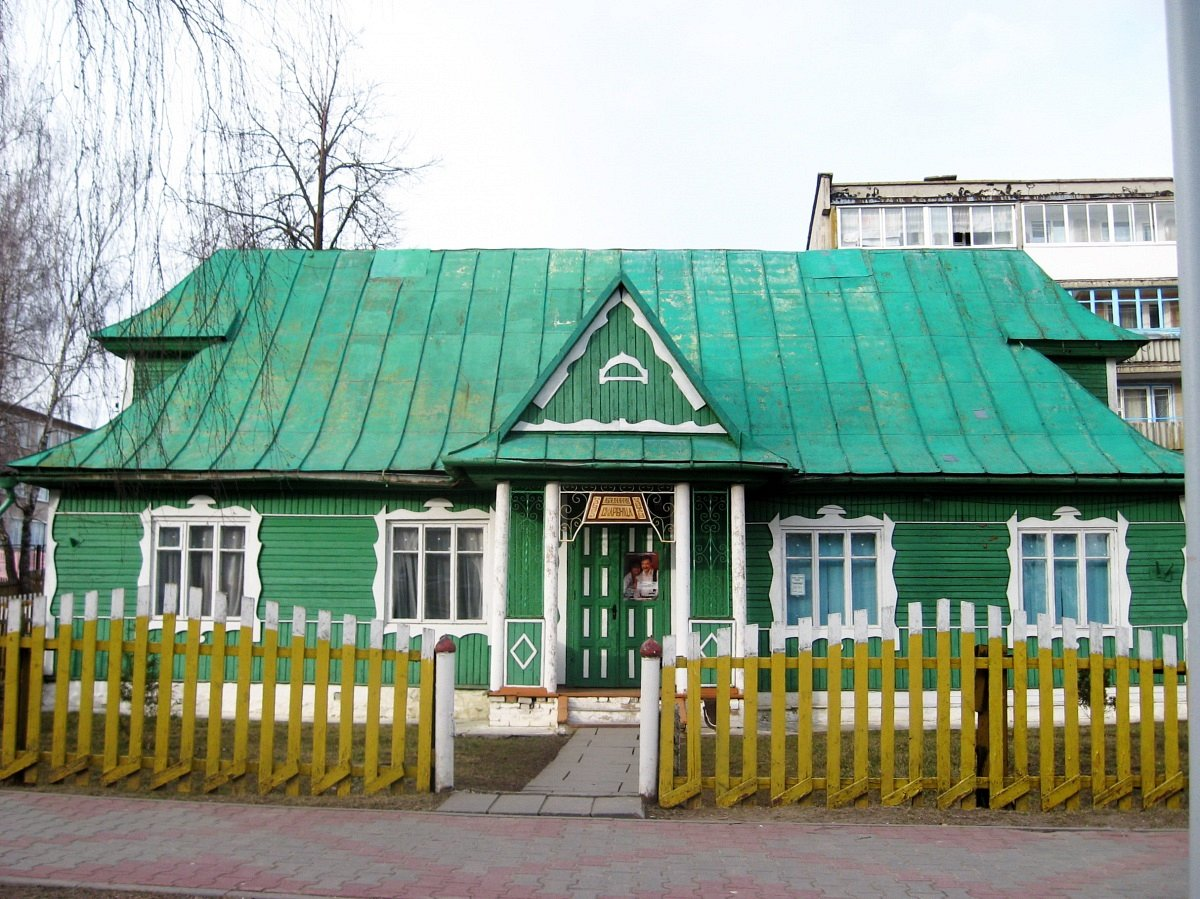
Przykładowy drewniany dom
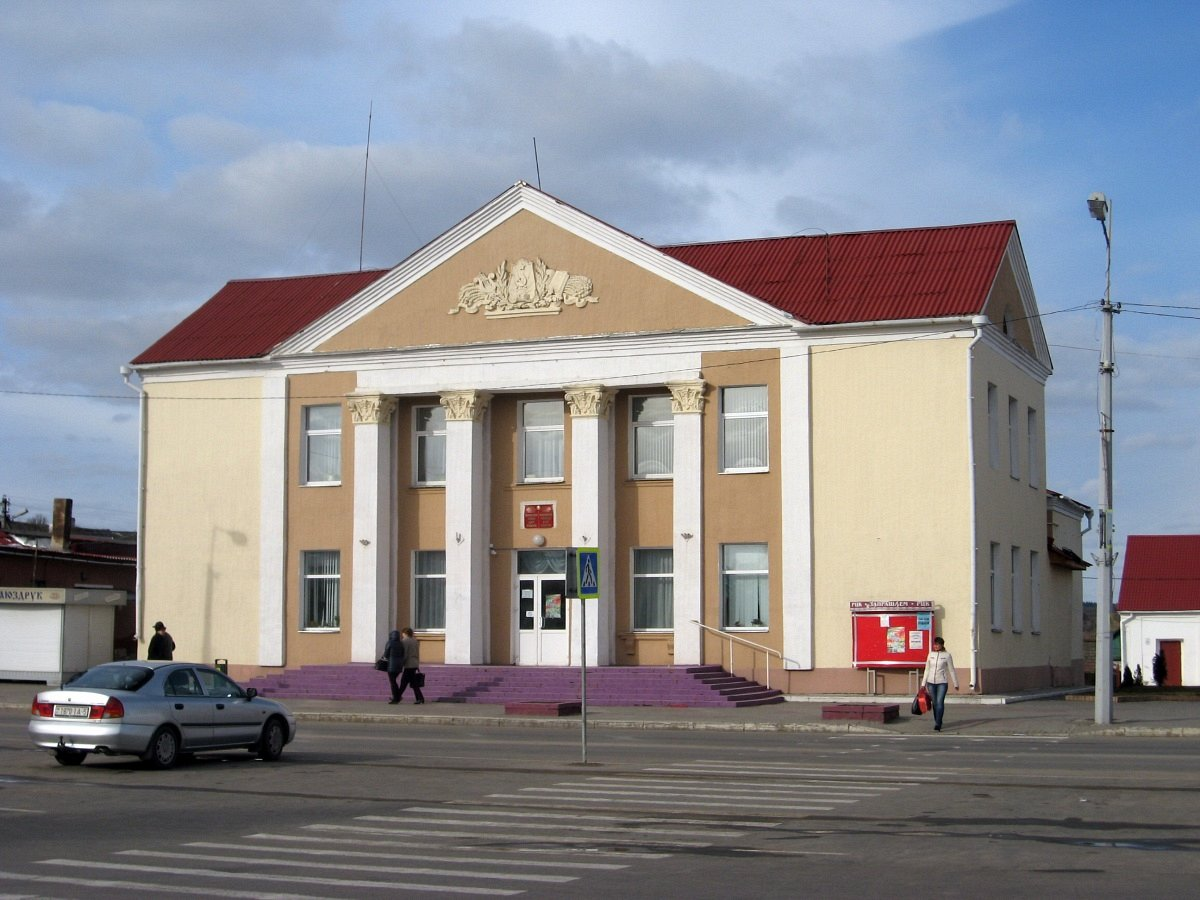
Dom kultury